# Rubén Norberto Bruno
Rubén Norberto Bruno (Buenos Aires, Argentina; 16 de mayo de 1956) es un exfutbolista argentino que se desempeñaba como delantero. Tuvo un paso por River Plate, así como en otros clubes del fútbol argentino y chileno.

## Carrera
Estuvo dos años en el millonario, con sólo once partidos jugados y dos goles. Sin embargo, quedó en la historia por haber marcado el gol del 1-0 ante Argentinos Juniors, en el partido que consagró a River Plate campeón del Metropolitano 1975 después de 18 años sin títulos.
Así lo relató el juvenil, forzado titular porque jugadores de cuarta, quinta y sexta reemplazaron a los profesionales que estaban de paro: 

"Avancé con la pelota y se me fue larga; el '2' quiso hacerme un sombrero y me rebotó en la cabeza. Me quedó boyando y cuando me salió el arquero, definí a un costado. Me felicitaron, festejamos, nos llevaron al Monumental, luego me fui a casa en colectivo sin que nadie me conociera".

Ese día actuó como mediocampista, el cual no era su puesto habitual, dispuesto así por el técnico Federico Vairo, que en su cargo de entrenador en las inferiores dirigió al equipo en presencia de Ángel Labruna, el cual no estuvo en el banco en forma de protesta junto al plantel profesional.
En 1977 quedó libre y fichó para Los Andes en la B. Durante diez partidos pudo calzarse la casaca milrayitas y fue subcampeón a sólo dos puntos de Estudiantes de Caseros en el Campeonato de Primera División B de aquel año. El goleador del conjunto de Lomas de Zamora fue Enrique Lanza, con 21 anotaciones, a sólo un par de Carlos Danton Seppaquercia. 
Pasó por Central Norte, y viajó más tarde a Chile para jugar en Huachipato. Sin embargo, unos años después jugaría los últimos partidos de su carrera profesional en Unión de Zapala e Independiente de Neuquén, para finalmente retirarse en 1983 con apenas 27 años.
Tras su retiro, fue llamado para trabajar en el fútbol infantil dentro del club bajo el mandato del entonces presidente Rodolfo D'Onofrio.

## Clubes
| Club                     | País      | Año       |
| ------------------------ | --------- | --------- |
| River Plate              | Argentina | 1975-1977 |
| Los Andes                | Argentina | 1977-1978 |
| Central Norte            | Argentina | 1978      |
| Huachipato               | Chile     | 1978-1980 |
| Unión de Zapala          | Argentina | 1980-1981 |
| Independiente de Neuquén | Argentina | 1981-1983 |

## Palmarés
| Título           | Club        | País      | Año  |
| ---------------- | ----------- | --------- | ---- |
| Primera División | River Plate | Argentina | 1975 |